# Werauhia viridiflora
Werauhia viridiflora là một loài thuộc chi Werauhia. Đây là loài bản địa của Costa Rica, Venezuela và Ecuador.

## Hình ảnh

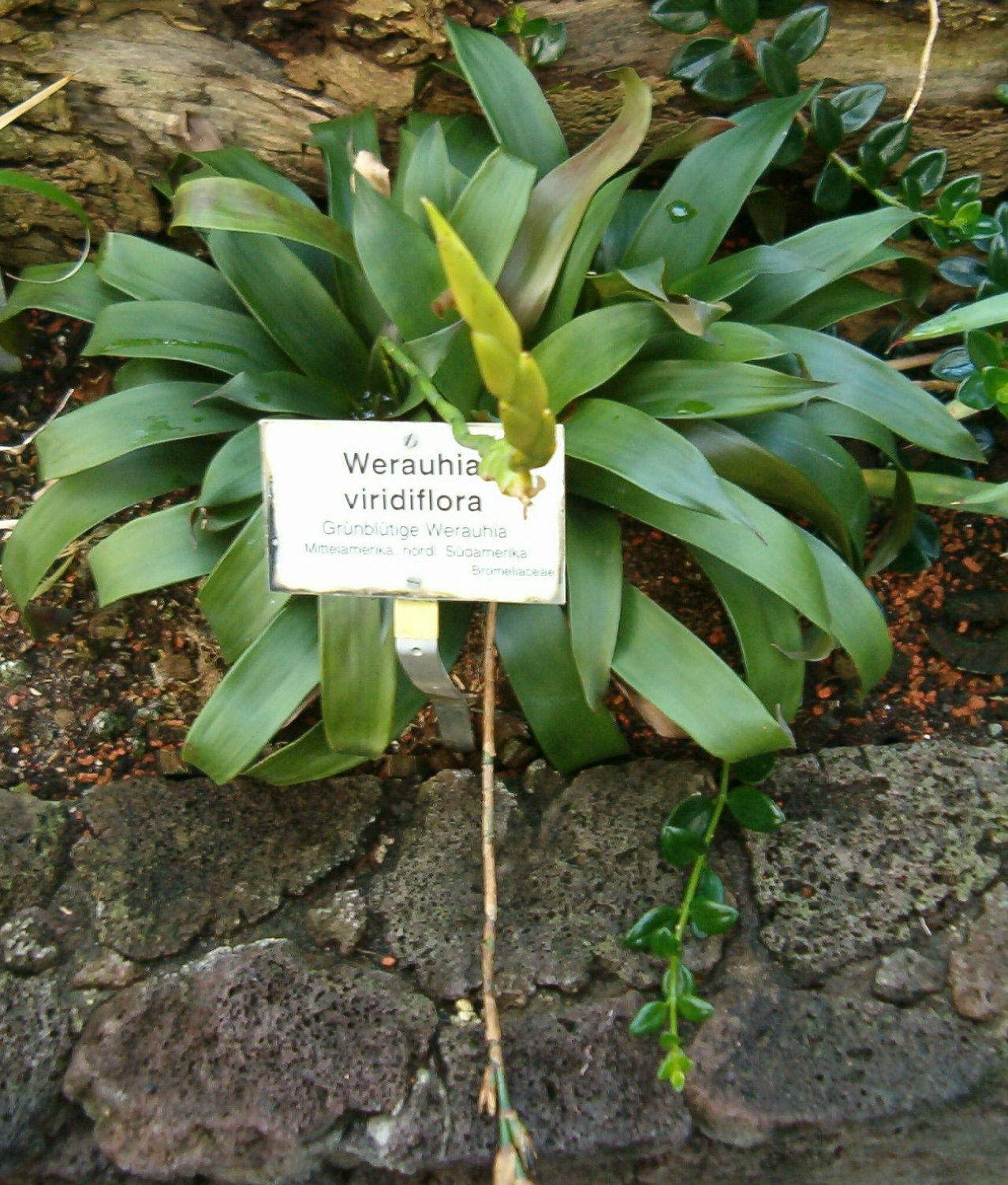